# Centrale de la Chute-Hemmings
La centrale de la Chute-Hemmings est une centrale hydroélectrique et un barrage d'Hydro-Québec érigés sur la rivière Saint-François, à Drummondville, dans la région administrative du Centre-du-Québec, au Québec. Cette centrale, d'une puissance installée de 29 MW, a été mise en service en 1925. La centrale a été citée monument historique par la ville de Drummondville en 2005.